# DSB SE
De SE is een vierdelig elektrisch treinstel voor het regionaal personenvervoer van de Danske Statsbaner (DSB).

## Geschiedenis
Het treinstel werd na 2000 door Alstom Transport en door Siemens ontwikkeld als vierde generatie S-togtreinen van de Danske Statsbaner (DSB). Het treinstel is afgeleid van het type SA.

## Constructie en techniek
Het vierdelig treinstel werd gebouwd op vijf eenassige draaistellen waarbij drie bakken met een balk op de vorige bak rusten, zoals bij GTW-treinen. Het treinstel is uitgerust met luchtvering. Er kunnen tot drie eenheden gekoppeld worden. Deze treinen kunnen worden gekoppeld met treinen van de serie SA.

### Nummers
De treinen zijn als volgt samengesteld:
- 41xx – 43xx – 45xx – 47xx

- SE 4101-4131 = motorwagen met een stuurstand
- SF 4301-4331 = motorwagen met een stroomafnemer
- SG 4501-4531 = wagen zonder aandrijving
- SH 4701-4731 = motorwagen met een stuurstand

## Internet
Deze treinen werden uitgerust met draadloos internet door middel van een wifiverbinding.

## Treindiensten
De treinen worden ingezet op de lijnen van de S-tog København, met name de 'Ringbaan' Hellerup – Ny Ellebjerg (lijn F).

## Foto's

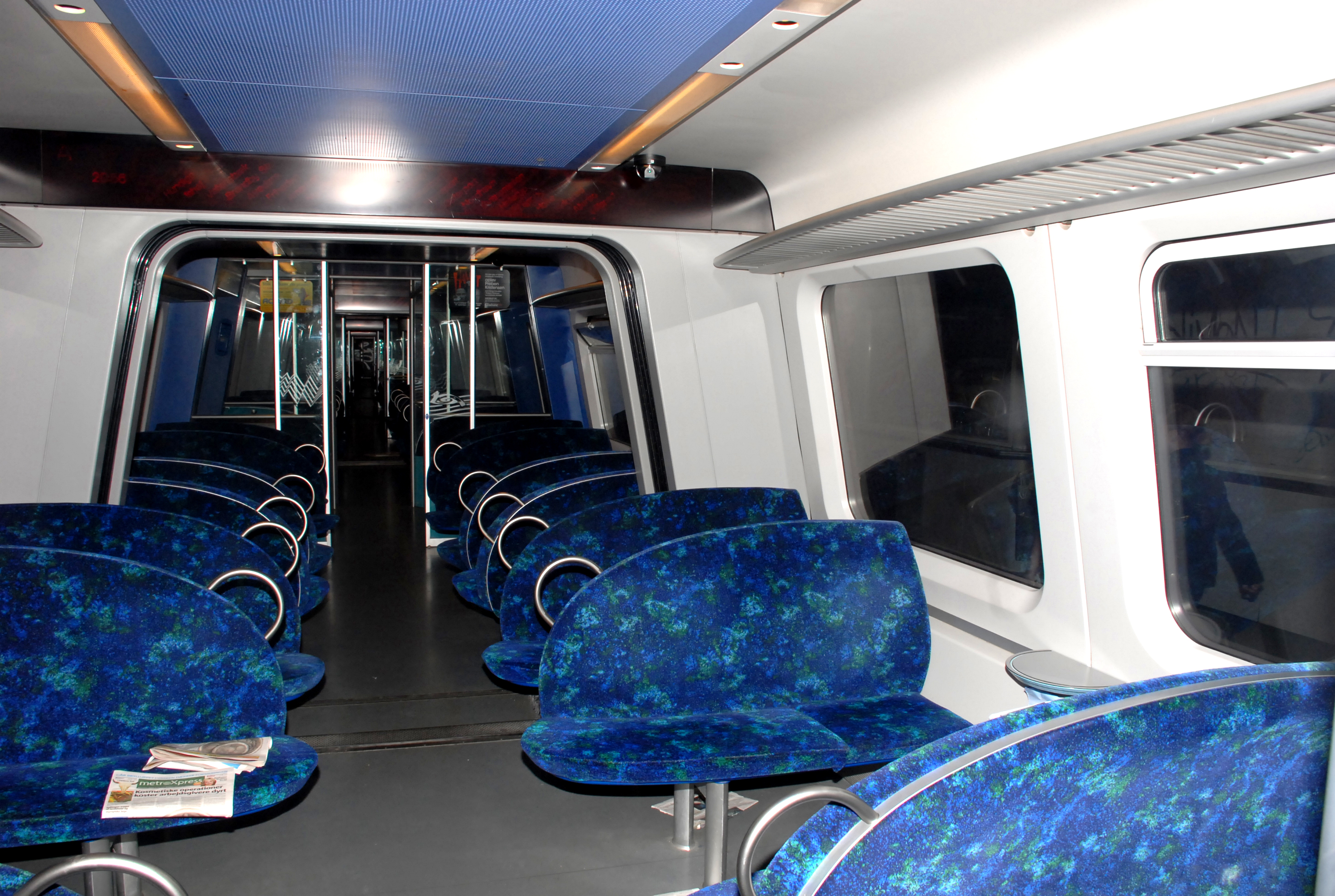
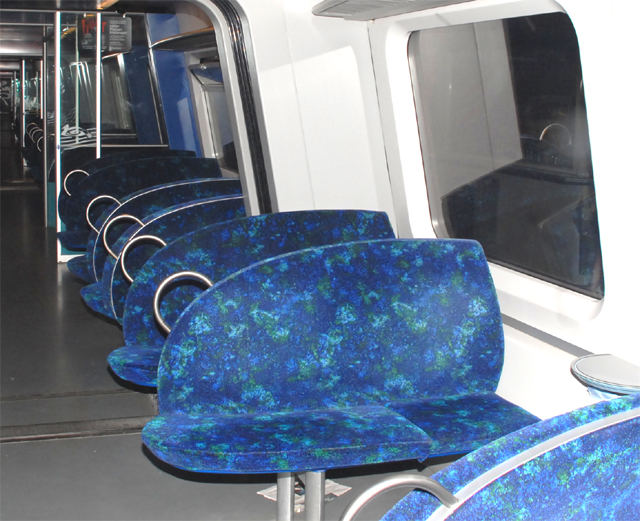
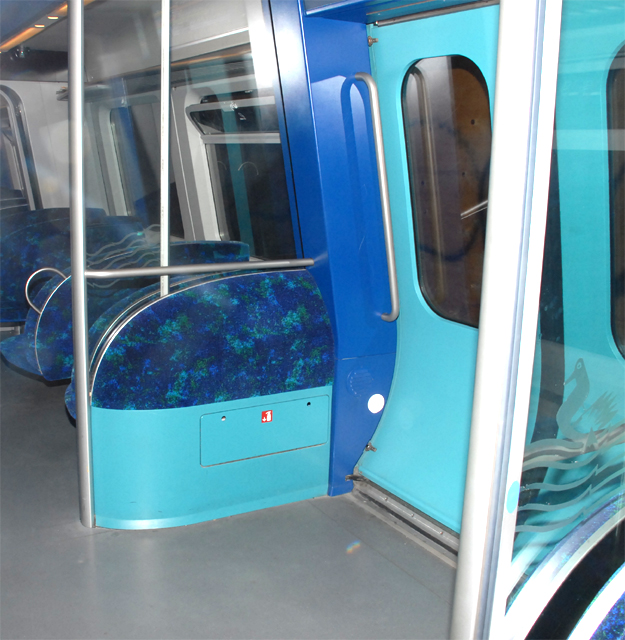

- Interieur